# Adam Lapšanský
Adam Lapšanský (* 10. dubna 1990, Poprad, Československo) je slovenský lední hokejista.

## Kluby podle sezon
- 2004–2005 HK AutoFinance Poprad
- 2005–2006 HK AutoFinance Poprad
- 2006–2007 HK AutoFinance Poprad
- 2007–2008 HK AutoFinance Poprad
- 2008–2009 HK AutoFinance Poprad
- 2009–2010 HK AutoFinance Poprad, MHK Kežmarok
- 2010–2011 HK AutoFinance Poprad
- 2011–2012 HC Sparta Praha, Piráti Chomutov
- 2012–2013 HC Sparta Praha
- 2013–2014 HK Poprad
- 2014–2015 HC Košice
- 2015–2016 HC Košice
- 2016-2017 HK Poprad, Ravensburg Towerstars (Německo 2)
- 2017–2018 Ravensburg Towerstars (Německo 2)
- 2018–2019 HC Energie Karlovy Vary